# بطولة موتور سيتى المفتوحة للاسكواش
بطولة موتور سيتى المفتوحة للاسكواش هي بطولة إسكواش عالمية تقام في بلومفيلد هيلز بولاية ميشيغان. يتم استضافة البطولة وتنظيمها من قبل نادي برمنغهام الرياضي الخاص في ولاية ميشيغان، ويتم انعقاد البطولة منذ عام 1999، باستثناء عام 2008، عندما تم نقل الحدث من نوفمبر إلى يناير التالي.
غالبا ما يتم جدولة البطولة على الفور لمتابعة بطولة أبطال الاسكواش التي تقام في مدينة نيويورك. تتم البطولة على مدى ستة أيام. حيث يتألف اليومان الأولان من مسابقة مؤهلة، حيث يتنافس 16 منافسًا على أربعة أماكن في السحب الرئيسي. بعد جولات التأهيل، تنضم التصفيات الأربعة إلى اللاعبين الـ 12 المعفيين في السحب الرئيسي.
بالإضافة إلى القرعة الرئيسية، فإن البطولة تتميز أيضاً بمنافسة مزدوجة مع زوجين من اللاعبين محترفين الهواة، وعيادة للصغار يديرها محترفون. حيث ينظم خلال الحدث مزاد صامت لجمع التبرعات للأعمال الخيرية.
في السنوات الأخيرة، كانت هذه الجمعية الخيرية هي معهد معهد باربرا آن كارمانوس للسرطان.

## التصنيفات
نتائج بطولة موتور سيتى المفتوحة للاسكواش
| السنة | الفائز                    | الوصيف                    | النتيجة النهائية                  |
| ----- | ------------------------- | ------------------------- | --------------------------------- |
| 1999  | بيتر مارشال               | ديفيد بالمر (لاعب إسكواش) | 15–10, 15–7, 15–12                |
| 2000  | ديفيد بالمر (لاعب إسكواش) | أليكس غوف                 | 12–15, 15–10, 15–11, 15–10        |
| 2001  | تومي بيردن                | ستيفان كاستيلين           | 10-15, 15-12, 15-11, 12-15, 15-12 |
| 2002  | نيك تايلور                | غراهام ريدينغ             | 15–6, 12–15, 15–9, 15–9           |
| 2003  | جوناثان باور              | ثيري لينكو                | 15–11, 12–15, 15–10, 15–4         |
| 2004  | غريغوري غوتييه            | أولي توومينن              | 11–4, 11–10 (2–0), 3–11, 11–3     |
| 2005  | جوناثان باور              | جون وايت (لاعب إسكواش)    | 11–2, 11–7, 11–6                  |
| 2006  | جون وايت (لاعب إسكواش)    | ليام كيني                 | 11–3, 11–4, 11–6                  |
| 2007  | أولي توومينن              | ستيوارت بوسويل            | 11–7, 11–6, 11–2                  |
| 2008  | لا منافسة                 | لا منافسة                 | لا منافسة                         |
| 2009  | بورجا غولان               | أدريان غرانت              | 10–12, 11–9, 11–5, 14–12          |
| 2010  | كريم درويش                | محمد أزلان إسكندر         | 11–3, 11–7, 11–4                  |
| 2011  | محمد الشوربجي             | عمر مسعد                  | 8-11, 11-6, 11-8, 11-5            |
| 2012 ‏ | أونغ بينغ هي              | هشام عاشور                | 11-8, 11-9, 11-7                  |
| 2013 ‏ | عمرو شبانة                | كريم درويش                | 11-4, 2-6 rtd                     |
| 2014 ‏ | محمد الشوربجي             | بيتر باركر                | 8-11, 12-14, 11-4, 11-6, 11-7     |
| 2015 ‏ | ميغيل أنخيل رودريغز       | ستيفن كوبينغر             | 9-11, 11-7, 8-11, 11-7, 11-3      |
| 2016 ‏ | علي فرج                   | نيك ماثيو                 | 11-7, 5-11, 11-6, 11-7            |
| 2017  | ريان كوسيلي               | علي فرج                   | 4–11, 11–5, 11–5, 11–9            |